# Har
Har (rum. „Dar”) drugi je studijski album rumunjskog folk/black metal-sastava Dordeduh. Album je 14. svibnja 2021. objavila diskografska kuća Prophecy Productions.

## Popis pjesama
Tekstovi: Edmond Karban, glazba: Dordeduh.
| 1.    | »Timpul întâilor«                   | Prvo vrijeme      | 12:10 |
| 2.    | »În vieliștea uitării«              | U oluji zaborava  | 6:28  |
| 3.    | »Descânt«                           | Razočaranje       | 7:59  |
| 4.    | »Calea magilor«                     | Put magova        | 2:47  |
| 5.    | »Vraci de nord«                     | Sjeverni vračevi  | 11:34 |
| 6.    | »Desferecat«                        | Pušten s lanca    | 7:29  |
| 7.    | »De neam vergur«                    | Plemenita djevica | 10:38 |
| 8.    | »Văznesit« (instrumentalna skladba) | Uznesen           | 2:23  |
| 61:28 |                                     |                   |       |

## Recenzije
| Recenzije       | Recenzije |
| Izvor           | Ocjena    |
| --------------- | --------- |
| Angry Metal Guy | 4,5/5     |
| Metal Hammer    | [ 4 ]     |
| Sputnikmusic    | 4,5/5     |

Recenzent s internetskog mjesta Angry Metal Guy dao mu je četiri i pol boda od njih pet i izjavio: „Har je album koji nagrađuje strpljive. Budući da traje više od sat vremena i da neke pjesme traju dulje od deset minuta, nije za strašljivce, no ako imate dovoljno vremena za slušanje cijelog [albuma] u jedan mah, usuđujem se tvrditi da će vam to biti gotovo poput transcendentalnog iskustva. Dordeduhova glazba odupire se žanrovima i sve ih spaja s lakoćom. Uvrštavanje rumunjskih glazbala i pjevanje na rumunjskom samo dodatno poboljšavaju iskustvo.” Robert Davis s internetskog mjesta Sputnikmusic također mu je dao četiri i pol boda od njih pet; izjavio je: „Uza sve različite osobine koje krase repertoar Hara, duh albuma leži u činjenici da su pjesme međusobno usklađene i uravnotežene. To nije samo album koji spaja mračne folklorne elemente s ekstremnim metalom nego i [album] koji pokazuje kako se glazbeno nadahnuće može dovesti na visoku razinu kad se svaki član skupine s jednakom strašću odnosi prema glazbenoj ambicioznosti i duhu. Har to odražava na više načina, ali najvažnije je postignuće tog albuma to što slušatelja uranja u osvježavajuću i eteričnu atmosferu, čime jasno potvrđuje da je Dordeduh jedan od iznimno jedinstvenih metal-sastava na svijetu.”
Pozitivnu je recenziju napisala i autorica na internetskom mjestu Everything Is Noise; izjavila je: „Ako postoji jedna riječ kojom bih mogla opisati cijeli Har, to je tajanstven. [...]  Har je dugačak. Da, neki mi se dijelovi nisu odmah svidjeli, no ne mislim da je predugačak jer ionako treba biti velik da bi bio golem. Zbilja mi se sviđa taj album – nisam dobila ono što sam očekivala i zahvalna sam na tome. [...] Jednostavno me bacio na koljena.”

## Zasluge
| Dordeduh - Andrei Jumugă – bubnjevi, udaraljke - Flavius Misarăș – bas-gitara - Sol Faur – gitara, dulcimer, klavijatura - Edmond Karban – vokal, gitara, klavijatura, produkcija | Ostalo osoblje - Jens Bogren – miksanje, masteriranje - Adrian Tăbăcaru – aranžman za simfonijski orkestar (na pjesmi "Vraci de nord") - Costin Chioreanu – ilustracije, omot albuma |